# Valentine Bargmann
Valentine "Valja" Bargmann (6. dubna 1908 – 20. července 1989) byl americký matematik a teoretický fyzik německého původu.
Narodil se v Berlíně v Německu, kde rovněž mezi roky 1925 do roku 1933 studoval. Poté, co se dostala k moci NSDAP se přestěhoval do Švýcarska, kde pokračoval ve studiu na Univerzitě v Curychu a kde získal doktorát pod vedením Gregora Wentzela.
Když se dozvěděl, že jeho německý pas měl mít zrušenou platnost, emigroval do USA.
Působil na Institutu pro pokročilá studia v Princetonu (1937-1946), kde pracoval jako asistent Alberta Einsteina, publikoval s ním a Peter Bergmannem klasickou pěti-dimenzionální Kaluzovu-Kleinovu teorii (1941). Od roku 1946 po zbytek aktivní kariéry vyučoval na Princetonské univerzitě.
Byl průkopníkem porozumění neredukovatelné unitární reprezentaci SL2(R) a
Lorentzově grupě (1947). Dále formuloval s Eugenem Wignerem Bargmannovy-Wignerovy rovnice pro částice s náhodným spinem (1948). Práce je založena na výzkumu několika teoretiků, kteří byli průkopníky kvantové mechaniky.
Dále objevil Bargmannovy–Michelovy–Telegdiho rovnice (1959) popisující relativistickou precesi. Bargmannův limit maximálního počtu kvantově mechanicky vázaných potenciálních stavů (1952) a v rámci filozofické kariéry, holomorfní reprezentaci Segalova–Bargmannova prostoru (1961).
Bargmann byl v roce 1968 zvolen členem Americké akademie umění a věd. Roku 1978 získal Wignerovu medaili, spolu s ním ji získal i Wigner sám. V roce 1988 obdržel medaili Maxe Plancka od německé fyzikální společnosti.
Byl rovněž talentovaným pianistou.
Zemřel v Princetonu v roce 1989.